# Las Lajas, Yecuatla
Las Lajas är en ort i Mexiko.   Den ligger i kommunen Yecuatla och delstaten Veracruz, i den sydöstra delen av landet, 250 km öster om huvudstaden Mexico City. Las Lajas ligger 792 meter över havet och antalet invånare är 114.
Terrängen runt Las Lajas är varierad, och sluttar norrut. Runt Las Lajas är det ganska tätbefolkat, med 93 invånare per kvadratkilometer. Närmaste större samhälle är Misantla, 13,2 km norr om Las Lajas. I omgivningarna runt Las Lajas växer i huvudsak städsegrön lövskog.